# مون جونغ نام
مون جونغ نام (هانغل: 문정남) (توفي في 8 مارس 2022) كان دبلوماسيًا ومسؤولًا كوريًا شماليًا، عمل سفيرًا لكوريا الشمالية لدى سوريا. كما خدم أيضًا في الخارج في تايلاند وإيطاليا.